# SC 1909 Bautzen
Der SC 1909 Bautzen war ein, im Jahr 1909 gegründeter, Sportverein im Deutschen Reich mit Sitz in der sächsischen Stadt Bautzen im heutigen Landkreis Bautzen.

## Geschichte
Über die sportliche Spielklassenzugehörigkeit ist nach Gründung bis zur Saison 1944/45 nichts bekannt. Zu dieser Saison wurde die Mannschaft innerhalb der Gruppe Dresden in die Staffel 2 der Gauliga Sachsen eingegliedert. Da der Spielbetrieb aber bereits im Dezember 1944 aufgrund des fortschreitenden Zweiten Weltkriegs bereits abgebrochen wurde, kam die Mannschaft nur auf fünf gespielte Spiele. Aus dieser Saison ist eine 5:2-Niederlage beim VfB Kamenz überliefert. Nach dem Ende des Krieges wurde der Verein dann auch aufgelöst.
Wie überall in der Sowjetischen Besatzungszone wurden auch in Bautzen kommunale Sportgruppen gebildet; darunter die SG Bautzen-West, die die Traditionslinie des SC fortsetzte. Die SG Bautzen-West ging später in der BSG Motor Bautzen auf.